# Epiblema (djur)
Epiblema är ett släkte av fjärilar som beskrevs av Jacob Hübner 1825. Epiblema ingår i familjen vecklare.

## Dottertaxa tillEpiblema, i alfabetisk ordning[1][2]
- Epiblema absconditana
- Epiblema accentana
- Epiblema acceptana
- Epiblema acclivilla
- Epiblema affusana
- Epiblema albohamulana
- Epiblema albrechtella
- Epiblema alishana
- Epiblema alsaticana
- Epiblema angulatana
- Epiblema aquana
- Epiblema arctica
- Epiblema argyrana
- Epiblema arizonana
- Epiblema asseclana
- Epiblema baligrodana
- Epiblema banghaasi
- Epiblema batangensis
- Epiblema berolinensis
- Epiblema bimaculosana
- Epiblema cana
- Epiblema cervana
- Epiblema charadrias
- Epiblema chretieni
- Epiblema chromata
- Epiblema circumflexa
- Epiblema cirsiana
- Epiblema clavigerana
- Epiblema cnicicolana
- Epiblema concava
- Epiblema confluens
- Epiblema confusana
- Epiblema contrasignata
- Epiblema costipunctana
- Epiblema cretana
- Epiblema cynosbana
- Epiblema cynosbatana
- Epiblema cynosbatella
- Epiblema damascena
- Epiblema denigratana
- Epiblema deverrae
- Epiblema divisa
- Epiblema effusana
- Epiblema ermolenkoi
- Epiblema expressana
- Epiblema farfarae
- Epiblema fiorii
- Epiblema fluidana
- Epiblema foeneana
- Epiblema foenella
- Epiblema fracta
- Epiblema fuchsiana
- Epiblema fuscata
- Epiblema gammana
- Epiblema grandaevana
- Epiblema graphana
- Epiblema hepaticana
- Epiblema hochenwartiana
- Epiblema inclinana
- Epiblema inconspicua
- Epiblema infuscatana
- Epiblema interrogationana
- Epiblema interrupta
- Epiblema inulivora
- Epiblema iowana
- Epiblema junctana
- Epiblema kostjuki
- Epiblema kurilensis
- Epiblema laetulana
- Epiblema littoralana
- Epiblema luctuosana
- Epiblema luctuosissima
- Epiblema macneilli
- Epiblema macrorris
- Epiblema melstediana
- Epiblema mendiculana
- Epiblema micropterana
- Epiblema naoma
- Epiblema novana
- Epiblema obscurana
- Epiblema ocellana
- Epiblema ochreana
- Epiblema otiosana
- Epiblema petasitis
- Epiblema pictana
- Epiblema pierretana
- Epiblema pietruskii
- Epiblema poecilana
- Epiblema pryerana
- Epiblema ravana
- Epiblema ravulana
- Epiblema rimosana
- Epiblema roborana
- Epiblema rotundana
- Epiblema rudei
- Epiblema saligneana
- Epiblema sarmatana
- Epiblema scopoliana
- Epiblema scudderiana
- Epiblema scutulana
- Epiblema senicionana
- Epiblema separana
- Epiblema separationis
- Epiblema similana
- Epiblema simploniana
- Epiblema sinicana
- Epiblema sticticana
- Epiblema sublimana
- Epiblema sugii
- Epiblema tibialana
- Epiblema trapezoidalis
- Epiblema trigeminana
- Epiblema tripunctana
- Epiblema tristana
- Epiblema turbidana
- Epiblema tussilaginana
- Epiblema unicolor
- Epiblema unicolorana
- Epiblema vittata
- Epiblema zelleriana